# Balogh Norbert
Balogh Norbert (Hajdúböszörmény, 1996. február 21. –) magyar válogatott labdarúgó, csatár.

## Pályafutása

### Klubcsapatokban

#### Utánpótláskorú játékosként
Ötéves korában kezdett el futballozni szülővárosában Hajdúböszörményben. Tehetsége korán megmutatkozott, ezért hamarosan a nála 3 évvel idősebb korosztályban vitézkedett. 2006-ban, 10 évesen egy edzőmeccsen felfigyeltek rá a DUSE csapatától, elhívták egy edzőmeccsre, ami annyira jól sikerült neki, hogy azonnal marasztalták, maradjon a csapatnál. A DVSC válogatóján is megfelelt, így már az első osztályú csapat U16-os keretében találta magát, majd a Debreceni Labdarúgó Akadémia több korosztályos csapatában is futballozott.

#### Debreceni VSC
2014-ben igazolta le a Debreceni VSC fiókcsapata, a Létavértes SC ’97, így már a felnőttek között is csillogtathatja kivételes tehetségét.
2014. augusztus 1-jén pályára lépett első felnőtt, első osztályú bajnoki mérkőzésén, az MTK Budapest–Debreceni VSC összecsapáson, igaz, csak pár percet kapott a találkozó utolsó perceiben.
2015-ben egyre több bajnoki mérkőzésen lépett pályára eleinte mint csere, később már mint kezdőjátékos. Május 17-én, a Lombard Pápa elleni mérkőzésen megszerezte élete első felnőtt bajnoki gólját és mindjárt kettőt is egymás után a találkozón.
A 2015-ös év őszi szezonjában a nemzetközi porondon is bemutatkozott, a Debrecen Sutjeska Nikšić elleni Európa-liga selejtező mérkőzésén, egy félidőt töltött a pályán. A 2. selejtezőkör hazai visszavágóján a debreceni 9 gólból ő is kivette a részét, egy csodálatos góllal és két gólpasszal. A bajnokságban is rendszeresen lehetőséget kapott, 3 gólt lőtt, és játéka üde színfoltja volt az egész magyar bajnokságnak. Teljesítményére több külföldi klub is felfigyelt.

#### Palermo
2016. január 13-án az US Palermo bejelentette szerződtetését, mintegy 2.2 millió eurót fizetve a játékjogáért. 2020. június 30-ig szóló szerződést írt alá és a 20-as számú mezt kapta a klubnál. A szicíliai csapatban 2016. január 17-én mutatkozott be, a 70. percben állt be a Genoa CFC elleni bajnokin. A 2017-2018-as szezonban csak 2 tétmérkőzésen lépett pályára ismétlődő sérülései miatt.

#### APÓ Ellínon
2018. augusztus 21-én egy évre kölcsönbe a ciprusi bajnok APÓ Ellínon csapatához került. Újabb sérülései miatt csak hónapok múltán, decemberben mutatkozott be új csapatában. Az Apollon ellen 5–1-re megnyert bajnoki mérkőzésen csereként 23 percet játszott. December 12-én, a Ciprusi Kupában megszerezte az első gólját az APÓEL színeiben az Ajía Napa ellen. 2019. január 2-án a kupa következő körében a Doxa elleni 2–1-es győzelem alkalmával újra eredményes volt. A párharc visszavágóján kétszer is eredményes volt, csapata pedig bejutott a legjobb nyolc közé. Február 24-én csereként beállva szerzett győztes gólt az Apóllon Lemeszú 
elleni idegenben megnyert bajnoki rangadón. A szezon végén bajnoki címet nyert a csapattal.

#### Hull City
2019 nyarán a Palermo felbontotta Balogh szerződését. A játékost ezt követően szóba hozták a Fehérvár és a Legia Warszawa csapatával is, azonban végül az angol másodosztályban szereplő Hull Cityhez írt alá egy évre. Október 23-án mutatkozott be tétmérkőzésen a Hull színeiben, a bajnokság 13. fordulójában a Nottingham ellen 2–1-re megnyert mérkőzésen a 78. percben állt be csereként. Mindössze három bajnokin szerepelt a csapat színeiben, 2020 májusában közösmegegyezéssel felbontották a szerződését a klubnál.

#### Budapest Honvéd
Bár sajtóhírek szerint volt klubjával, a DVSC-vel is tárgyalt, végül a Budapest Honvédhoz írt alá kettő plusz egy évre szóló szerződést.

#### DAC
2022. február 14-én jelentették be, hogy opciós joggal, az idény végéig kölcsön vette a DAC csapata. Február 18-án mutatkozott be a Zlaté Moravce elleni bajnoki mérkőzésen Brahim Moumou cseréjeként. A mérkőzést 2–0-ra elvesztették. Március 13-án harmadik alkalommal lépett pályára és a Spartak Trnava ellen megszerezte első gólját a klub színeiben. 2022. július 1-től a kölcsönszerződés végeztével a klub játékosa lett. A 2022-es évben 19 élvonalbeli mérkőzésen 2 gólt szerzett.

#### Vasas
2023 februárjától a szezon végéig kölcsönben a fővárosi együtteshez került.

### A válogatottban
2017. június 5-én Oroszország ellen debütált a magyar válogatottban. 2019 márciusában Marco Rossi újra meghívta a felnőtt válogatott keretébe a szlovákok és a horvátok elleni 2020-as Európa-bajnoki selejtezőkre.

## Statisztika

### A válogatottban
| Magyarország | Magyarország | Magyarország |
| Év           | Mérk.        | Gólok        |
| ------------ | ------------ | ------------ |
| 2017         | 2            | 0            |
| Összesen     | 2            | 0            |

### Mérkőzései a válogatottban
| Magyarország | Magyarország    | Magyarország                      | Magyarország | Magyarország | Magyarország | Magyarország | Magyarország | Magyarország |
| #            | Dátum           | Helyszín                          | Hazai        | Eredmény     | Vendég       | Kiírás       | Gólok        | Esemény      |
| ------------ | --------------- | --------------------------------- | ------------ | ------------ | ------------ | ------------ | ------------ | ------------ |
| 1.           | 2017. június 5. | Budapest, Groupama Aréna          | Magyarország | 0 – 3        | Oroszország  | barátságos   | -            | 70'          |
| 2.           | 2017. június 9. | Andorra la Vella, Estadi Nacional | Andorra      | 1 – 0        | Magyarország | vb-selejtező | -            | 56'          |
|              | Összesen        |                                   |              | 2            | mérkőzés     |              | 0            | gól          |

## Sikerei, díjai
APÓEL
- Ciprusi bajnok: 2018-19